# Gleichgewichtsfähigkeit
Als Gleichgewichtsfähigkeit wird die Fähigkeit bezeichnet, seinen gesamten Körper im Gleichgewichtszustand zu halten oder während und nach umfangreichen Körperverlagerungen diesen Zustand beizubehalten beziehungsweise wiederherzustellen. Sie ist ein Teil der koordinativen Fähigkeiten. Voraussetzung für diese Fähigkeit soll ein funktionierender Gleichgewichtssinn, der zur Feststellung der Körperhaltung und Orientierung im Raume dient, sein. Er hat sein Zentrum im Gleichgewichtsorgan im Innenohr und Kleinhirn, ist aber auch eng mit der Sehbahn und anderen Sinnen sowie mit Reflexen verbunden.

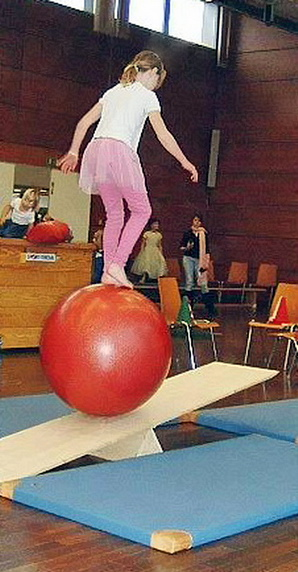
Beispiel für eine Gleichgewichtsleistung

Mittlerweile wurde herausgefunden, dass es keine Gleichgewichtsfähigkeit gibt. Die Gleichgewichtsleistungen des Menschen sind fertigkeitsspezifisch. In den folgenden Absätzen wird die Gleichgewichtsfähigkeit so dargestellt, wie sie laut dem Konzept sein sollte.

## Bedeutung für den Sport
Das Gleichgewicht hat grundlegende Bedeutungen in allen Bereichen des Sports, da eine Beziehung zwischen der Gleichgewichtsfähigkeit und der Leistung im Sport besteht. Man unterscheidet zwei Arten der Gleichgewichtsfähigkeit, die sich in ihren physiologischen Vorgängen deutlich unterscheiden. Um sie zu messen, könnte man zum Beispiel die Dauer während der der Gleichgewichtszustand gehalten wird, beziehungsweise das Tempo einer Bewegungsausführung und die Exaktheit der Wiederherstellung des Gleichgewichtes angeben.
Die Vielfältigkeit bei Bewegungen, die mit Gleichgewicht zu tun haben, kann und sollte man für trainingstechnische Zwecke nutzen. Trotz sportartspezifischer Gleichgewichtsfähigkeiten ist es wichtig eine allgemeine Grundausbildung des Gleichgewichts anzustreben. Sie entwickelt sich ähnlich wie die Differenzierungsfähigkeit besonders früh, und man sollte sie daher auch schon sehr früh schulen.  Bereits im Vorschulalter und im frühen Schulkindalter machen die Lernenden große Fortschritte bei Bewegungen, in denen die Gleichgewichtsfähigkeit beinhaltet ist. Die Kinder erlernen beispielsweise außergewöhnlich schnell das Einradfahren. Außerdem ist eine gute Gleichgewichtsfähigkeit eine wichtige Verletzungsprophylaxe und die Basis für eine erhöhte sportliche Leistungsfähigkeit für die Zukunft.

### Die statische Gleichgewichtsfähigkeit
Die statische Gleichgewichtsfähigkeit bezieht sich auf den Gleichgewichtserhalt in relativer Ruhestellung. Dabei werden Informationen des kinästhetischen, des taktilen, des statico-dynamischen und des optischen Analysators verarbeitet. Sie wird auch das „Lageempfinden“ genannt und kommt in allen verschiedenen Haltungen des menschlichen Körpers zur Geltung: im Stehen, im Sitzen, im Liegen (zum Beispiel bei Bobfahrern) und auch bei Haltungen mit dem Kopf nach unten (zum Beispiel im Gerätturnen). Die Entwicklung der Gleichgewichtsfähigkeit erfolgt bereits im kindlichen Spiel und bei Alltagssituationen. Meist reicht jedoch dieses „Training“ von Gleichgewicht nicht aus um auch im Sport gute Ergebnisse zu erzielen, da dort spezifische Bewegungsanforderungen auftreten.

### Die dynamische Gleichgewichtsfähigkeit
Die dynamische Gleichgewichtsfähigkeit bezieht sich auf die Haltung und Wiederherstellung des Gleichgewichts bei großräumigen Lageveränderungen und Drehungen des Körpers. Dabei kommen besonders die vestibularen Informationen zum Einsatz. Die Grundlage der dynamischen Gleichgewichtsfähigkeit bildet der Bogenapparat, der die Reize, die durch die Winkelbeschleunigung hervorgerufen werden, registriert. Die dynamische Gleichgewichtsfähigkeit hat besonders bei Sportarten, in denen große und/oder schnelle Lageveränderungen ausgeführt werden, eine tragende Rolle. Zum Beispiel zeigt sich dies bei Abgängen von Geräten im Geräteturnen oder bei Landungen von Sprüngen im Eiskunstlaufen und Skispringen.

### Die objektbezogene Gleichgewichtsfähigkeit
Auch diese Komponente des Gleichgewichts ist im Sport nicht zu vernachlässigen. Sie bezieht sich auf die Fähigkeit ein Objekt mit dem Körper balancieren zu können, wie zum Beispiel den Fußball auf dem Fuß.